# DREAM (清水翔太の曲)
「DREAM」（ドリーム）は、清水翔太の15枚目のシングル。2014年1月29日にソニーミュージックレコーズから発売された。

## 概要
テレビ東京系列で放送のテレビドラマ『なぞの転校生』のエンディングテーマ主題歌である。

## 収録曲
（全作詞：清水翔太）
1. DREAM [5:24]
作曲・編曲：清水翔太
テレビドラマ『なぞの転校生』エンディングテーマ
2. Jealous [4:04]
作曲・編曲：清水翔太
3. WOMAN DONT CRY  -T.O.M Remix- [4:37]
作曲・編曲：清水翔太
4. DREAM（Instrumental）